# 陈鲁直
陈鲁直（1924年—2014年10月5日），江苏江浦人，中华人民共和国政治人物、外交官。

## 生平
上海圣约翰大学历史专业肄业。1946年加入中国共产党，后担任报社英文翻译。1952年进入中华人民共和国外交部工作。1984年，接替丁雪松担任中华人民共和国驻丹麦大使。1987年，由张龙海接任。2014年去世。